# Contea di Clay (Virginia Occidentale)
La contea di Clay (in inglese Clay County) è una contea dello Stato USA della Virginia Occidentale. Il nome le è stato dato in onore di Henry Clay, famoso statista statunitense. Al censimento del 2000 la popolazione era di 10 330 abitanti. Il suo capoluogo è Clay.

## Geografia fisica
L'U.S. Census Bureau certifica che l'estensione della contea è di 890 km², di cui 887 km² composti da terra e tre km² composti di acqua.

## Infrastrutture e trasporti

### Strade
- Interstate 79
- West Virginia Route 4
- West Virginia Route 16
- West Virginia Route 26
- West Virginia Route 36

## Contee confinanti
- Contea di Calhoun, Virginia Occidentale - nord
- Contea di Braxton, Virginia Occidentale - nord-est
- Contea di Nicholas, Virginia Occidentale - sud-est
- Contea di Kanawha, Virginia Occidentale - ovest
- Contea di Roane, Virginia Occidentale - nord-ovest

## Storia
La Contea di Clay venne costituita nel 1858.

## Città
- Clay

### Altre località
- Adonijah
- Dille
- Floe
- Independence
- Little Italy
- O'Brion
- Porter
- Swandale
- Valley Fork
- Whetstone
- Widen